# جون هيفرنان
جون هيفرنان (بالإنجليزية: John Heffernan)‏ هو ممثل بريطاني، ولد في 1981 في Billericay ‏ في المملكة المتحدة.

## أعمال

### أفلام
- (1973) اللدغة
- (1991) الملك الصياد[6]
- (1992) فردوس الأرض 1492[7][8]
- (1999) إظهار الموتى[9]

### مسلسلات
- قانون ونظام

## وصلات خارجية
- جون هيفرنان على موقع IMDb (الإنجليزية)
- جون هيفرنان على موقع ألو سيني (الفرنسية)
- جون هيفرنان على موقع ميوزك برينز (الإنجليزية)
- جون هيفرنان على موقع أول موفي (الإنجليزية)
- جون هيفرنان على موقع قاعدة بيانات الأفلام السويدية (السويدية)
- جون هيفرنان على موقع قاعدة بيانات الفيلم (الإنجليزية)
- جون هيفرنان على موقع كينوبويسك (الروسية)